# Draßmarkt
Draßmarkt  är en ort och kommun i Österrike. Den ligger i distriktet Oberpullendorf i förbundslandet Burgenland, i den östra delen av landet, 80 km söder om huvudstaden Wien. 
Kommunen består av tre orter (Ortschaften) (inom parentes invånarantal 1 januari 2024):
- Draßmarkt (970)
- Karl (177)
- Oberrabnitz (225)